# Merih Demiral
Merih Demiral, né le 5 mars 1998 à Karamürsel, Turquie, est un footballeur international turc qui évolue au poste de défenseur central au Al-Ahli FC.

## Biographie

### Débuts professionnels
Né à Karamürsel, en Turquie, Merih Demiral est formé au Karamürsel Idmanyurduspor puis à Fenerbahçe, avant de rejoindre, en 2016, l'AC Alcanenense au Portugal. En 2017, il s'engage avec le Sporting CP où il joue avec l'équipe B.
Pour la saison 2018-2019, Merih Demiral est prêté à Alanyaspor mais n'effectue que la première partie de saison avec ce club. En janvier 2019, il est acheté par Alanyaspor mais est prêté dans la foulée avec option d'achat obligatoire à l'US Sassuolo.
Le 24 février 2019, Merih Demiral fait ses débuts avec l'US Sassuolo lors d'un match nul en Serie A face à la SPAL (1-1). Le 4 avril 2019, lors de la 30e journée du championnat, il marque ses deux premiers buts pour le club face au Chievo Vérone, participant grandement à la victoire de son équipe (4-0).
Le 5 juin 2019, Le Figaro annonce que Merih Demiral serait sur le point de rejoindre la Juventus de Turin, alors que l'Atletico Madrid serait également intéressé par le joueur.

### Juventus FC
Le 5 juillet 2019, Merih Demiral s'engage en faveur de la Juventus de Turin pour cinq saisons, l'US Sassuolo reçoit 18 millions d'euros pour ce transfert.
Le 12 janvier 2020, il inscrit son premier but pour la Juventus de Turin en ouvrant le score lors de la rencontre de championnat face à l'AS Rome. La Juventus de Turin remporte cette partie sur le score de deux buts à un.Mais il est victime d'une sérieuse blessure qui l'oblige à sortir du terrain à la 19e minute de jeu. Le lendemain, les examens médicaux révèlent qu'il souffre d'une entorse au genou gauche et d'une blessure au ligament croisé antérieur associée à une lésion au ménisque, mettant un terme à sa saison.
Le 1er août 2020, Merih Demiral fait son retour à la compétition lors d'une rencontre de championnat face à l'AS Rome. Il entre en jeu à la place de Leonardo Bonucci et son équipe s'incline par trois buts à un. Il remporte cette saison-là son premier trophée en étant sacré champion d'Italie avec la Juventus de Turin.

### Atalanta Bergame

#### En prêt
Le 6 août 2021, en raison d'un manque de temps de jeu à la Juventus, Demiral est transféré à l'Atalanta Bergame sous la forme d'un prêt, assorti d'une option d'achat fixé entre 20 et 30M€.
Demiral joue son premier match sous ses nouvelles couleurs le 21 août 2021, lors de la première journée de la saison 2021-2022 de Serie A, face au Torino FC. Il est titularisé lors de cette rencontre et son équipe l'emporte par deux buts à un. Le 20 octobre 2021, il marque son premier but en Ligue des champions contre Manchester United à Old Trafford. Titulaire ce jour-là, il marque le deuxième but de son équipe de la tête, sur un service de Teun Koopmeiners, mais l'Atalanta finit par s'incliner (3-2 score final),.

#### Transfert définitif
Le 17 juin 2022, après son prêt lors de la saison 2021-2022, l'Atalanta Bergame annonce avoir levé l'option d'achat assortie.

### Al-Ahli FC
Le 19 août 2023, Merih Demiral s'engage en faveur du Al-Ahli FC en paraphant un contrat de trois ans,.
Le 22 décembre 2023, il inscrit son premier but pour Al-Ahli, lors d'un match de championnat face à Al-Hazem Saudi Club. Entré en jeu, il contribue à la victoire de son équipe (0-4 score final).
Demiral marque son deuxième but pour le club le 18 octobre 2024 face au Al-Khaleej FC, en championnat. Il participe à la victoire des siens ce jour-là (0-3 score final).

### En équipe nationale
Avec les moins de 17 ans, il marque un but contre l'Irlande du Nord en septembre 2014. Il ne peut toutefois empêcher la défaite de son équipe, 3-4.
Avec les moins de 19 ans, il inscrit en mars 2016 le seul but de son équipe face à Israël.
Merih Demiral honore sa première sélection avec l'équipe nationale de Turquie le 20 novembre 2018, lors d'un match amical face à l'Ukraine (0-0).
Le 8 juin 2019, il délivre sa première passe décisive, contre la France, lors des éliminatoires de l'Euro. Les Turcs s'imposent 2-0 face aux champions du monde. Le 14 octobre 2019, Merih Demiral est à nouveau auteur d'une prestation convaincante contre cette même équipe, lors des éliminatoires de l'Euro 2020, où avec Çağlar Söyüncü, son compère en défense centrale, il permet à la Turquie de gagner un point face aux champions du monde (1-1).
En juin 2021, Demiral est retenu dans la liste des 26 joueurs turcs pour disputer l'Euro 2020. Lors de cette compétition, il joue trois matchs. Avec un bilan catastrophique de trois défaites en trois rencontres, huit buts encaissés et un seul but marqué, la Turquie est éliminée dès le premier tour.
Le 13 novembre 2021, il marque son premier but en équipe nationale contre Gibraltar, lors des éliminatoires du mondial 2022 (large victoire 6-0).
Le 7 juin 2024, il figure dans la liste définitive des 26 joueurs sélectionnés par Vincenzo Montella pour disputer  l'Euro 2024.
Il s'y illustre en marquant un doublé en huitième de finale de la compétition face à l'Autriche, permettant à son équipe de se hisser en quart de finale. Premier défenseur à réaliser l'exploit d'inscrire deux buts dans un match à élimination directe dans l'histoire de l'euro, son premier but de la partie est également le but le plus rapide de cette même compétition,, ce qui fait de la Turquie la sélection détentrice des buts les plus rapides en phase éliminatoire à  la coupe du monde et à l'euro.
Au cours de cette rencontre, il célèbre l'un de ses buts en effectuant un signe des mains rappelant celui du groupe d'ultra droite turc des Loups gris, dont il publie ensuite le cliché sur son compte X, qui lui vaudra une suspension de 2 matchs par l'UEFA.

### Style de jeu
Le poste de prédilection de Merih Demiral est défenseur central. Il est décrit comme un joueur rugueux, athlétique, bon dans les duels et qui affectionne les tacles et les contacts.

## Statistiques
| Saison                | Club                  | Championnat           | Championnat | Championnat | Championnat | Coupe(s) nationale(s) | Coupe(s) nationale(s) | Coupe(s) nationale(s) | Supercoupe | Supercoupe | Supercoupe | Compétition(s) continentale(s) | Compétition(s) continentale(s) | Compétition(s) continentale(s) | Compétition(s) continentale(s) | Total | Total | Total |
| Saison                | Club                  | Division              | M.          | B.          | P.d.        | M.                    | B.                    | P.d.                  | M.         | B.         | P.d.       | Comp.                          | M.                             | B.                             | P.d.                           | M.    | B.    | P.d.  |
| 2017-2018             | Sporting CP           | Liga NOS              | -           | -           | -           | 1                     | 0                     | 0                     | -          | -          | -          | C1+C3                          | -                              | -                              | -                              | 1     | 0     | 0     |
| 2018-2019             | Alanyaspor (prêt)     | Süper Lig             | 16          | 1           | 0           | 4                     | 0                     | 0                     | -          | -          | -          | -                              | -                              | -                              | -                              | 20    | 1     | 0     |
| 2018-2019             | US Sassuolo           | Serie A               | 14          | 2           | 0           | -                     | -                     | -                     | -          | -          | -          | -                              | -                              | -                              | -                              | 14    | 2     | 0     |
| 2019-2020             | Juventus              | Serie A               | 6           | 1           | 1           | -                     | -                     | -                     | 1          | 0          | 0          | C1                             | 1                              | 0                              | 0                              | 8     | 1     | 1     |
| 2020-2021             | Juventus              | Serie A               | 15          | 0           | 1           | 4                     | 0                     | 0                     | -          | -          | -          | C1                             | 5                              | 0                              | 0                              | 24    | 0     | 1     |
| Sous-total            | Sous-total            | Sous-total            | 21          | 1           | 2           | 4                     | 0                     | 0                     | 1          | 0          | 0          | -                              | 6                              | 0                              | 0                              | 32    | 1     | 2     |
| 2021-2022             | Atalanta              | Serie A               | 28          | 1           | 2           | 2                     | 0                     | 0                     | -          | -          | -          | C1+C3                          | 6+6                            | 1+0                            | 0+1                            | 42    | 2     | 3     |
| 2022-2023             | Atalanta              | Serie A               | 28          | 1           | 0           | 0                     | 0                     | 0                     | -          | -          | -          | -                              | -                              | -                              | -                              | 28    | 1     | 0     |
| Sous-total            | Sous-total            | Sous-total            | 56          | 2           | 2           | 2                     | 0                     | 0                     | -          | -          | -          | -                              | 12                             | 1                              | 1                              | 70    | 3     | 3     |
| 2023-2024             | Al-Ahli FC            | Saudi Pro League      | 21          | 1           | 1           | 1                     | 0                     | 0                     | -          | -          | -          | -                              | -                              | -                              | -                              | 22    | 1     | 1     |
| 2024-2025             | Al-Ahli FC            | Saudi Pro League      | 30          | 1           | 2           | 1                     | 0                     | 0                     | 1          | 0          | 0          | ACL                            | 12                             | 0                              | 1                              | 44    | 1     | 3     |
| Sous-total            | Sous-total            | Sous-total            | 51          | 2           | 3           | 2                     | 0                     | 0                     | 1          | 0          | 0          | -                              | 12                             | 0                              | 1                              | 66    | 2     | 4     |
| Total sur la carrière | Total sur la carrière | Total sur la carrière | 158         | 8           | 7           | 13                    | 0                     | 0                     | 2          | 0          | 0          | -                              | 30                             | 1                              | 2                              | 203   | 9     | 9     |

## Palmarès

### En club
- Sporting CP
  - Finaliste de la Coupe du Portugal en 2018.
- Juventus FC (3) :
  - Champion de Serie A en 2020.
  - Vainqueur de la Coupe d'Italie en 2021.
  - Vainqueur de la Supercoupe d'Italie en 2020.
  - Finaliste de la Supercoupe d'Italie en 2019.
- Al-Ahli FC (1) :
  - Vainqueur de la Ligue des champions de l’AFC en 2025.